# Yosemite Valley Chapel

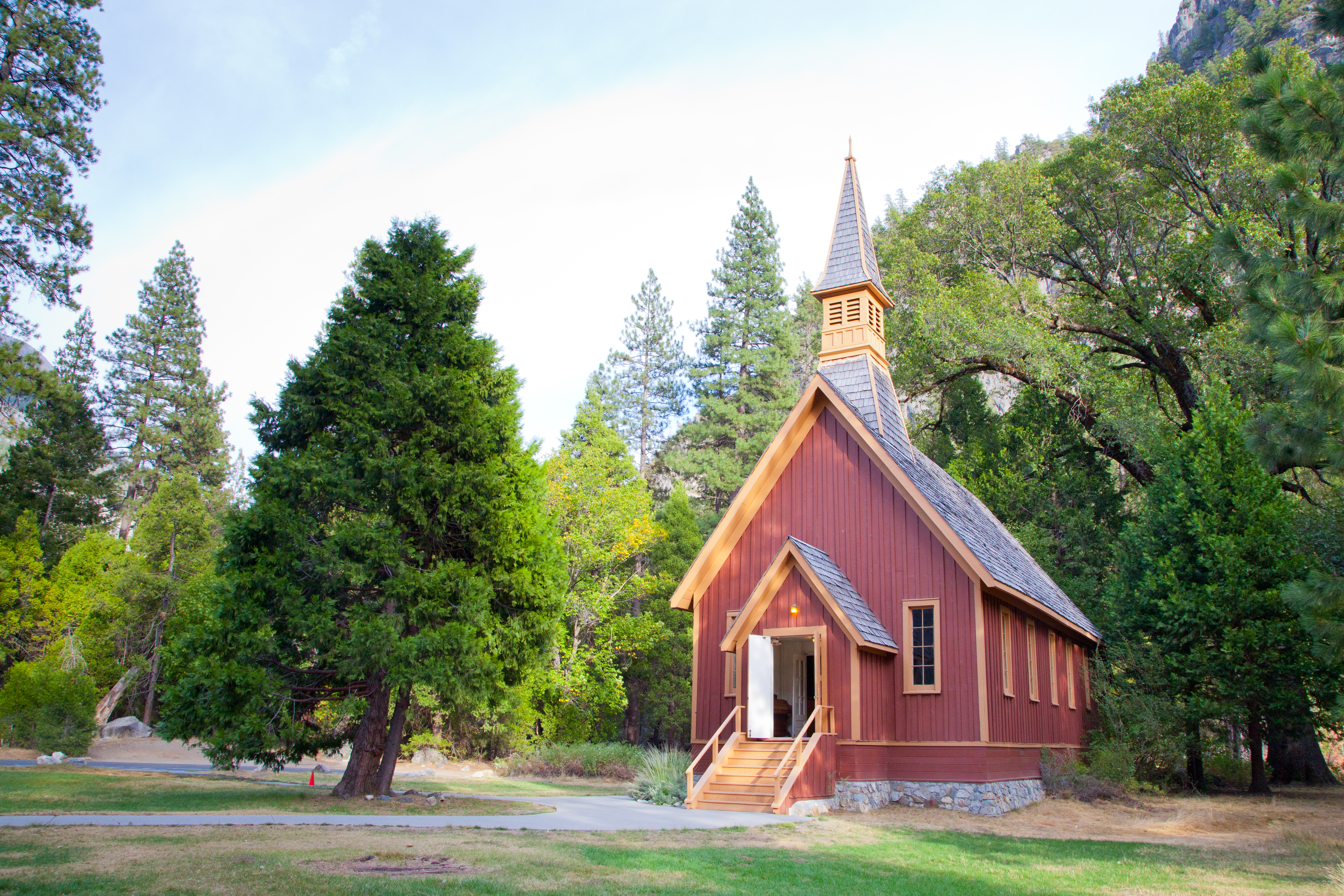
De Yosemite Valley Chapel in september 2012.

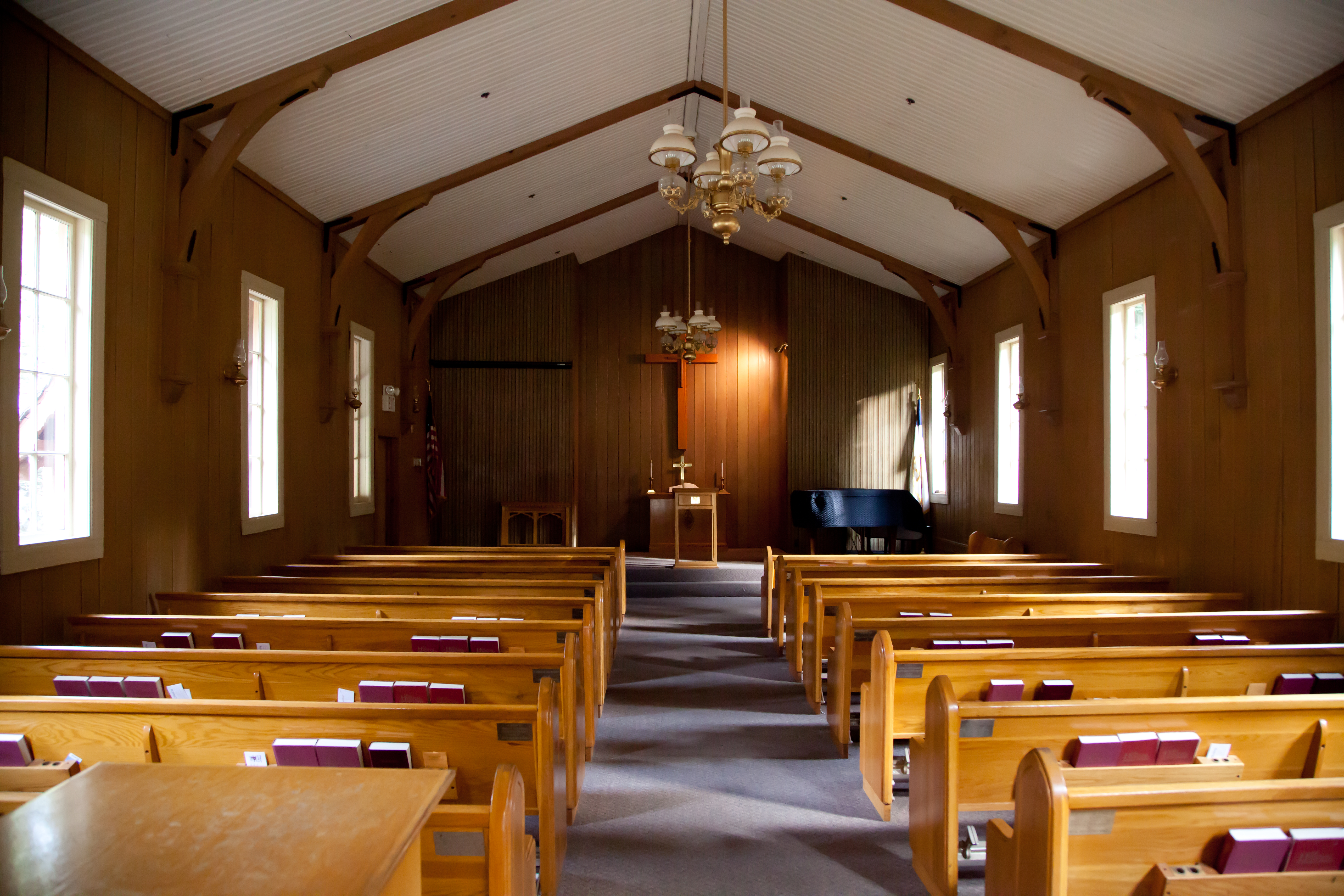
Het kerkinterieur.

De Yosemite Valley Chapel is een kapel in de Yosemite Valley in de Amerikaanse staat Californië. Het gebouw dateert uit 1879 en is daarmee het oudste nog bestaande bouwwerk in de Yosemite Valley. (Het Wawona Hotel in het zuiden van het park dateert uit 1876 en is dus ouder, al werd het later aangepast en uitgebreid.) Er zijn nog steeds wekelijkse misvieringen in de kapel, die oecumenisch is.

## Geschiedenis
In de lente van 1878 ontvingen de commissarissen van de Yosemite Grant een aanvraag van de Californische Sunday School Association om een oecumenische kapel op te richten in de Yosemite Valley. De aanvraag werd goedgekeurd. De kapel werd ontworpen door architect Charles Geddes uit San Francisco, terwijl Geddes' schoonzoon Samuel Thompson de kapel bouwde. De stijl is Carpenter Gothic, een typisch Noord-Amerikaanse neogotische bouwstijl voor landelijke houten bouwwerken. De kapel bestond oorspronkelijk uit één rechthoekige ruimte, maar werd later uitgebreid tot een L-vormig gebouw. Ze is bekleed in timmerhout en heeft een kleine, opvallende torenspits. Er kunnen zo'n 250 mensen in de kapel zitten.
In 1901 was de Lower Village rondom de kapel nagenoeg verdwenen, waarop ze naar haar huidige locatie verhuisd werd, oostelijker en dichter bij waar nu de meeste toeristische accommodaties zijn.
Na een overstroming van de Merced in 1964 werden de funderingen opgehoogd en werd de Yosemite Valley Chapel vanbinnen gerestaureerd. Desalniettemin liep ze schade op tijdens een overstroming in 1997. Ze werd opnieuw hersteld.
In 1973 werd de kapel op het National Register of Historic Places gezet.